# Kolczakówka żółtobrązowa
Kolczakówka żółtobrązowa (Hydnellum compactum (Pers.) P. Karst) – gatunek grzybów należący do rodziny kolcownicowatych (Bankeraceae).

## Systematyka i nazewnictwo
Pozycja w klasyfikacji według Index Fungorum: Hydnellum, Bankeraceae, Thelephorales, Incertae sedis, Agaricomycetes, Agaricomycotina, Basidiomycota, Fungi.
Po raz pierwszy takson ten zdiagnozował w 1800 r. Christian Hendrik Persoon nadając mu nazwę Hydnum compactum. Obecną, uznaną przez Index Fungorum nazwę nadał mu w 1879 r. Petter Karsten, przenosząc go do rodzaju Hydnellum.
Synonimy:

- Calodon compactus (Pers.) P. Karst. 1882
- Hydnum compactum Pers. 1800
- Hydnum compactum Pers. 1800 var. compactum
- Hydnum compactum var. striatum (Schaeff.) Pers. 1825
- Hydnum striatum Schaeff. 1774
- Hydnum tuberculosum Britzelm. 1894
- Phaeodon compactus (Pers.) J. Schröt. 1888

Nazwę polską podał Władysław Wojewoda w 1999 r. W polskim piśmiennictwie mykologicznym gatunek ten opisywany był też jako kolczak zbity.

## Morfologia
Kapelusz
5–15 cm średnicy. Początkowo ochrowożółty, później ciemniejący do brunatnego, niekiedy z oliwkowym odcieniem. Przy dotknięciu słabo czerwieniejący. Masywny, za młodu wypukły, później wgłębiony. Powierzchnia zamszowata, kłakowata. Kolce szare, później oliwkowobrązowe, na końcach jaśniejsze.
Trzon
Barwy kapelusza lub ciemniejszy. Krótki, zgrubiały, do 7 cm długi i 3 cm gruby. Aksamitny.
Miąższ
Żółtobiały do brązowawego, w trzonie ciemniejszy. Jednorodny lub nieznacznie dwuwarstwowy. Mączny zapach i ostry, gorzki smak.
Zarodniki
Brązowawe, nieregularne, pokryte licznymi guzkami.

## Występowanie i siedlisko
Podano występowanie tego gatunku w Europie i Rosji. W Polsce do 2020 r. podano 12 stanowisk historycznych i 8 współczesnych. Znajduje się na Czerwonej liście roślin i grzybów Polski. Ma status E – gatunek zagrożony wymarciem. Znajduje się na listach gatunków zagrożonych także w Niemczech, Anglii, Norwegii, Holandii. W Polsce w latach 1995–2004 był pod ochroną częściową, a od roku 2004 objęty ochroną ścisłą bez możliwości zastosowania wyłączeń spod ochrony uzasadnionych względami gospodarki rolnej, leśnej lub rybackiej.
Naziemny grzyb mykoryzowy współżyjący z dębami i bukami. Rośnie pojedynczo lub w grupach od sierpnia do października w lasach liściastych, głównie buczynach.